# Theodore Haver

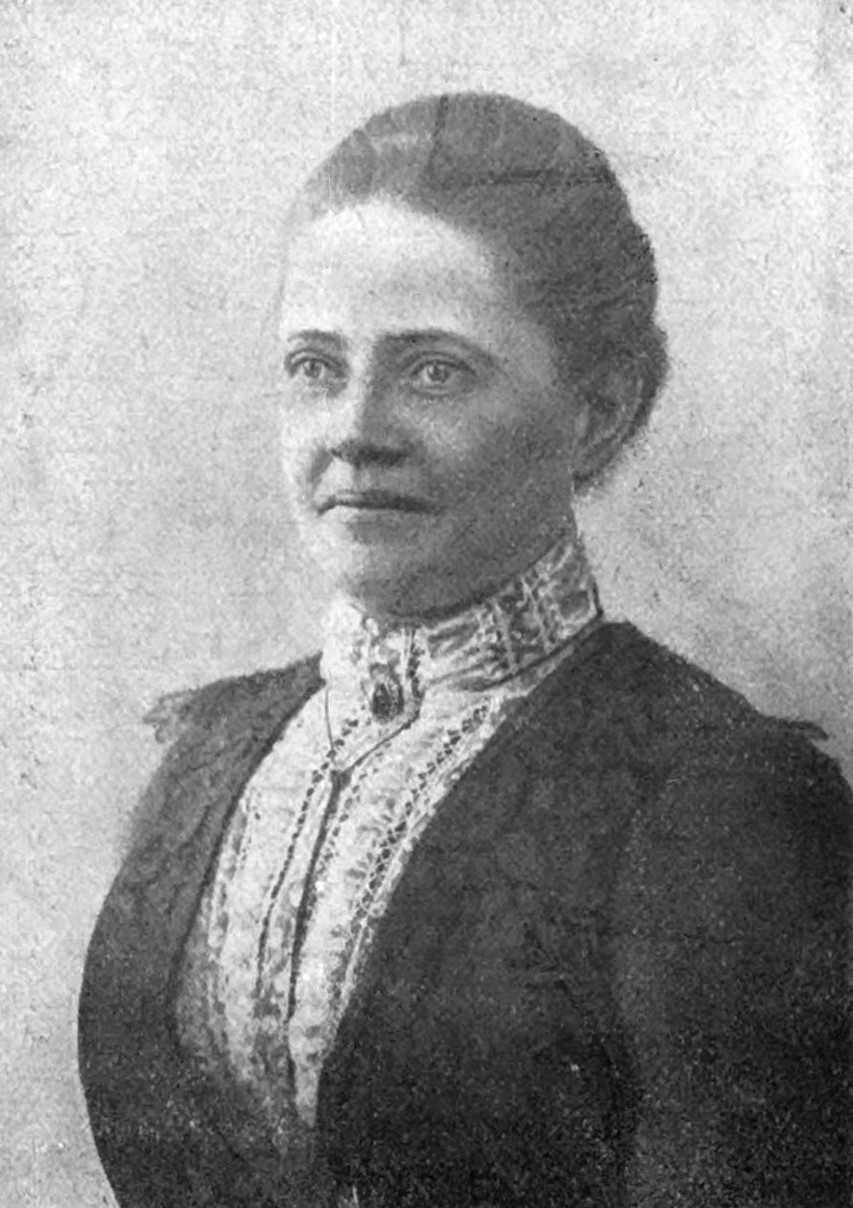
Theodore Haver, 1905

Theodore Dora Petronella Bernardine Schook-Haver (* 18. Dezember 1856 in Amsterdam; † 1. November 1912 ebenda) war eine niederländische Lehrerin, Feministin, Sozialistin und Publizistin.

## Leben
Dora Haver wurde am 18. Dezember 1856 in Amsterdam geboren. Sie war eine Tochter des Ladenbesitzers Marinus Bernardus Haver (1827–1860) und der Jeanne Cornelie van Campen (1829–1908). Mit ihrer jüngeren Schwester Josephine (1868–1945) wuchs Dora Haver in einer wallonisch-reformierten Ladenbesitzerfamilie am Laagte Kadijk in Amsterdam auf. Beide wurden später Lehrerinnen. Dora Haver heiratete am 8. November 1887 in Amsterdam ihren Kollegen und späteren Schulleiter Hermanus Wilhelmus Johannes Anthony Schook (1857–1926), der zu dem Zeitpunkt Witwer mit einer fünfjährigen Tochter war. Aus der Ehe gingen zwei gemeinsame Söhne hervor, Herman (1888–1945) und Jean (1890–1969).

### Frauenbewegung
Mit der Frauenbewegung kam Dora Schook-Haver durch ihre Freundin Grietje Romijn-Cohen im Winter 1888/89 in Kontakt. Sie wurde bei der ersten öffentlichen Versammlung der Vrije Vrouwenvereeniging (Freie Frauenvereinigung) im Mai 1890 zur Sekretärin gewählt. Nachdem 1891 das erste Amsterdamer Gemeindezentrum „Ons Huis“ eröffnet worden war, gab Schook-Haver dort Unterricht. Mit sechs weiteren Frauen gründete sie 1893 aus der Freien Frauenvereinigung die Vereeniging voor Vrouwenkiesrecht (Vereinigung für das Frauenstimmrecht). Sie hielt bei der Gründungsversammlung der Vereinigung, es war die erste von niederländischen Frauen organisierten öffentlichen Versammlung zum Frauenwahlrecht, eine Rede.
Ihre Ehe war zu dem Zeitpunkt am Zerbrechen, und 1895 wurde die gerichtliche Trennung gestattet. Von Wilhelmina Drucker, die mit ihr die Redaktion der feministischen Zeitschrift Evolutie bildete, wurde sie zur Direktorin der neuen Arbeiterzeitung, Het Volksdagblad, vorgeschlagen, jedoch erhielt diese Position ein Mann. Schook-Haver wurde 1896 zur Verwalterin von Ziekenzorg, der ersten Amsterdamer Krankenversicherungskasse. Sie hielt gemeinsam mit Drucker im ganzen Land Vorträge und sprach sich auf der Nationale Tentoonstelling van Vrouwenarbeid für die Gründung von „Frauengewerkschaften“ aus. Außerdem war sie an Plänen für Gewerkschaften für Näherinnen, Dienstpersonal und Telefonistinnen beteiligt.
1897 nahm sie als niederländische Vertreterin an dem vom Internationalen Frauenrat veranstalteten Internationalen Frauen-Congress in Brüssel teil.
Im September 1901 nahm sie in Rotterdam als Vertreterin der Vereeniging ter Behartiging van de Belangen der Vrouw (Verein für die Beförderung weiblicher Interessen) an einer vielbeachteten Podiumsdiskussion mit einem Funktionär der gegen weibliche Büroangestellte agitierenden Gewerkschaft Nationale Bond van Handels- en Kantoorbedienden „Mercurius“ (Nationaler Verband der Handels- und Büroangestellten) teil. Sie trat dafür ein, dass jede Arbeit ungeachtet des Geschlechts von der qualifiziertesten Person getan werden solle, worauf ihr Kontrahent Davidson entgegnete: „Wir wollen keine Frauen in unserer Welt“.
Auch nachdem am 23. Oktober 1900 offiziell ihre Ehe geschieden worden war, setzte sich Dora Haver weiterhin für das Wahlrecht, für Bildung und für bezahlte Arbeit für Frauen ein. Als die Nationale Vereeniging voor Vrouwenarbeid (Nationale Vereinigung für Frauenarbeit) gegründet worden war, war sie von 1901 bis 1908 Vorsitzende der Vereinigung und arbeitete bis 1905 im Auftrag der Vereinigung im niederländischen Komitee für allgemeines Wahlrecht zusammen mit der Sozialdemokratischen Arbeiterpartei (SDAP) von Henriette Roland Holst und weiteren. Sie verließ das Komitee 1905, als sich die SDAP nicht klar für das Frauenwahlrecht aussprach. 1906 wurde sie Vorsitzende der Amsterdamer Zweigstelle der Vereinigung für das Frauenstimmrecht und 1909 Herausgeberin der Monatszeitschrift dieses Verbandes. Darin vertrat sie die damals äußerst radikale Position, dass verheiratete Frauen selbst für ihren Lebensunterhalt sorgen können sollten. Dadurch wurden „Ernährerlöhne“ überflüssig: „Weder der Mann noch die Frau allein müssen so viel verdienen, dass die ganze Familie davon leben muss“.
Haver engagierte sich auch außerhalb der Frauenbewegung für den Bond voor Staatspensionering (Gewerkschaft für staatliche Altersversorgung), dort für die Gleichberechtigung von Mann und Frau, für die Freidenkervereinigung De Dageraad und für den Nieuw Malthusiaansche Bond, der sich für eine kostenlose Geburtenkontrolle einsetzte.
Im April 1912 absolvierte sie ihren letzten öffentlichen Auftritt bei der Jahresversammlung der Vrije Vrouwen Vereeniging. Kurze Zeit später erkrankte sie schwer und wurde ins Burgerziekenhuis (Ziviles Krankenhaus) eingeliefert. Noch im Krankenhaus plante sie mit an der Ausstellung De Vrouw 1813–1913. Sie erlebte diese nicht mehr. Dora Haver starb am 1. November 1912 in Amsterdam im Alter von 55 Jahren. Sie wurde in Deutschland eingeäschert, da eine Einäscherung in den Niederlanden zu der Zeit nicht möglich war.

## Ehrungen
Dora Haver forderte als Feministin eine völlige Veränderung der Beziehungen zwischen Mann und Frau, vor allem auch im wirtschaftlichen Bereich. Dadurch wurde sie als „Ultra“ bekannt. Die Vereinigung für das Frauenstimmrecht gab nach ihrem Tod bei der Bildhauerin Jo Schreve-IJzerman eine Marmorbüste  Dora Havers in Auftrag, die 1914 im Amsterdamer Stedelijk Museum ausgestellt wurde. Auf Anordnung der Museumsleitung wurden jedoch sämtliche Hinweise auf Havers frauenbewegendes Engagement vom Sockel entfernt. Dank Wilhelmina Drucker wurde diese damnatio memoriae im Jahr 1920 rückgängig gemacht. Seit 1937 ist die Statue als Leihgabe dem Internationalen Archiv der Frauenbewegung in Amsterdam zur Verfügung gestellt worden  und wurde 1994 auf einer Ausstellung zur Frauenbewegung im Historischen Museum Amsterdam ausgestellt.